# De Bazelprijs Gooise Meren
De Bazelprijs Gooise Meren is een twee jaarlijkse architectuurprijs genoemd naar K.P.C. de Bazel. De prijs is voor het mooiste ontwerp, voor de architectuur van een gebouw, een landschappelijke inpassing of inrichting en bestaat uit een vakjuryprijs en een publieksprijs. De prijs is in 2022 ingesteld in de gemeente Gooise Meren door Stichting De Bazelprijs en is een voortzetting van de Ruimtelijke kwaliteitsprijs voor de toenmalige gemeente Bussum in 2002, echter nu zijn ook de voormalige gemeenten Naarden en Muiden toegevoegd.
De winnaar(s) worden bepaald door een vakjury en inwoners van de gemeente Gooise Meren en regio, uit een aantal genomineerden. De prijswinnaar ontvangt een oorkonde en een plaquette.

## Vakprijs
| Jaar | Winnaars                  | Ontwerp                                              |
| ---- | ------------------------- | ---------------------------------------------------- |
| 2022 | VOCUS Architecten, Bussum | De Tinfabriek (Naarden)                              |
| 2024 | Moke Architecten          | De Keverdijk, Kolonel Verveerstraat 74 a-f, Naarden. |

## Publieksprijs
| Jaar | Winnaars                    | Ontwerp                                                     |
| ---- | --------------------------- | ----------------------------------------------------------- |
| 2022 | LEVS architecten, Amsterdam | Bensdorpcomplex, in Bussum                                  |
| 2024 | Atco Architects             | Naardermeer 13-15 en 17, Naarden. Herbouw van 2 boerderijen |